# Whitburn (Scozia)
Whitburn (in gaelico scozzese: Am Fionn Allt) è una cittadina (e un tempo burgh) di circa 11.000 abitanti della Scozia centrale, facente parte dell'area di consiglio del Lothian Occidentale (West Lothian).

## Geografia fisica
Whitburn si trova a circa metà strada tra Edimburgo e Coatbridge (rispettivamente ad ovest/sud-ovest della prima e ad est della seconda).

## Storia
La località fu menzionata per la prima volta nel 1365, quando una proprietà terriera chiamata Whytbourne venne ceduta da re Davide II di Scozia ad un certo Ade Forrester.
In seguito, nel 1452, George de Crichton venne nominato primo barone di Whitburn da Giacomo II di Scozia.
Nel XVII secolo, la famiglia Baillie costruì in loco una villa, la Polkemmet House, di cui ora non rimangono più tracce, dopo la demolizione avvenuta negli anni sessanta del XX secolo.
Nel corso del XIX secolo, Whitburn si sviluppò come centro tessile, attività che dava lavoro a molte persone. Nel dicembre 1999 si assistette però alla chiusura degli stabilimenti locali della Levi Strauss, in cui erano impiegate circa 500 persone.

## Monumenti e luoghi d'interesse

### Architetture civili

#### Polkemmet Country Park
Tra i principali luoghi d'interesse di Whitburn, figura il Polkemmet Country Park, un parco di 68 ettari situato nell'ex-tenuta della famiglia Baillie.

## Società

### Evoluzione demografica
Al censimento del 2011, Whitburn contava una popolazione pari a 10.674 abitanti, di cui 5.582 erano donne e 5.092 erano uomini.
La popolazione sotto i 18 anni era pari a 2.311 unità.
La località ha conosciuto un lieve incremento demografico rispetto al 2001, quando contava una popolazione pari a 10.600 abitanti. Il dato è in ulteriore e notevole rialzo, in quanto la popolazione stimata per il 2016 era pari a 11.530 abitanti.

## Sport
- Whitburn Junior Football Club, squadra di calcio[5]